# 표성배
표성배는 대한민국의 시인이다. 경상남도 의령군 출생이다. 1995년 제6회 <마창노련문학상>을 받으며 작품 활동을 시작했다. 발표한 시집으로 《아침 햇살이 그립다》, 《저 겨울산 너머에는》, 《개나리 꽃눈》, 《공장은 안녕하다》, 《기찬 날》, 《기계라도 따뜻하게》,《은근히 즐거운》, 《내일은 희망이 아니다》,《자갈자갈》,《당신은 누구십니까》,《당신이 전태일입니다》가 있고, 시산문집으로《미안하다》가 있다. 2021년 제7회<경남작가상> 수상  